# UTC−03:30

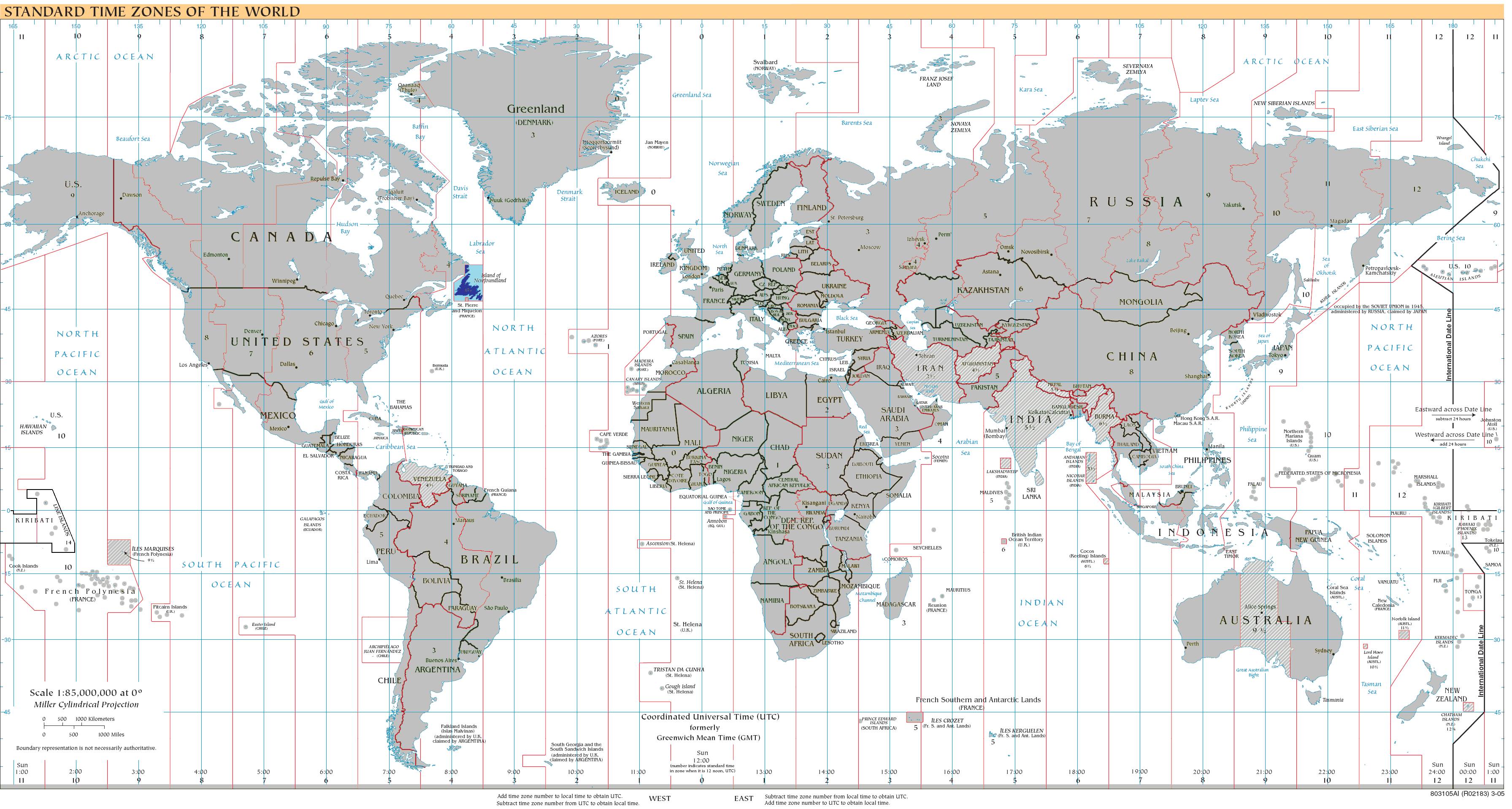
UTC-03:30:Blau (desembre), taronja (juny), groc (l'any sencer), blau clar (àrees marines)

UTC−03:30 és una zona horària d'UTC amb 3 hores i mitja de retard de l'UTC. El seu codi DTG és P+, P*  o P0.

## Zones horàries
- Newfoundland Standard Time (NST)

## Franges

### Temps estàndard (hivern a l'hemisferi nord)
Aquestes zones utilitzen el UTC-03:30 a l'hivern i el UTC-02:30 a l'estiu.
- Canadà
  - Terranova i Labrador
    - Labrador sud-est
    - Terranova

## Geografia
UTC-03:30 és la zona horària nàutica que comprèn l'alta mar de 52.5° de longitud.